# Gniewczyna Łańcucka
Gniewczyna Łańcucka is een dorp in het Poolse woiwodschap Subkarpaten, in het district Przeworski. De plaats maakt deel uit van de gemeente Tryńcza en telt 2203 inwoners.